# أتيلا هاريس
أتيلا هاريس (بالمجرية: Haris Attila)‏ هو لاعب كرة قدم مجري في مركز الوسط، ولد في 23 يناير 1997 في سولنوك في المجر. لعب مع نادي دبرتسني.

## وصلات خارجية
- أتيلا هاريس على موقع اتحاد المجر (الهنغارية)
- أتيلا هاريس على موقع قاعدة بيانات كرة القدم.إي يو (الإنجليزية)
- أتيلا هاريس على موقع Soccerway.com (الإنجليزية)